# جون مكوورتر
وُلد جون هاميلتون مكوورتر في 6 أكتوبر 1965، وهو أكاديمي أمريكي وعالم لسانيات ومدرس مساعد في الأدب الإنجليزي والأدب المقارن في جامعة كولومبيا، حيث يدرّس علم اللسانيات والدراسات الأمريكية والفلسفة وتاريخ الموسيقى. كتب جون العديد من الكتب عن اللغة وعن العلاقة بين الأعراق المختلفة. يتخصص بحث جون عن كيفية تشكل اللغات المولدة، وعن كيفية تغير قواعد (نحو) اللغة كنتيجة للظواهر الاجتماعية التاريخية.
مكوورتر هو كاتب شهير، إذ كتب لكل من مجلة تايم ووول ستريت جورنال وذا أتلانتيك وذا كرونيكل أوف هاير إيديوكيشن ونيويورك تايمز وواشنطن بوست وذا نيو ريببلك وبوليتيكو ومجلة فوربس وشيكاغو تريبيون ونيويورك ديلي نيوز وسيتي جورنال والنيويوركر وغيرها، كما يعمل محررا في ذا أتلانتيك ويستضيف نشرة ليكسيكون فالي (وادي المعاجم) في مجلة سلايت.

## النشأة
وُلد مكوورتر في فيلادلفيا، وذهب إلى مدرسة الأصدقاء المختارين في فيلادلفيا وبعد عشرة فصول قُبل في جامعة سايمونز روك حيث تحصل على درجة الأستاذ المساعد. لاحقا ذهب مكوورتر إلى جامعة روتجرز وتحصل على بكالوريوس الآداب في اللغة الفرنسية في سنة 1985. تحصل مكوورتر على درجة الماجستير في الدراسات الأمريكية من جامعة نيويورك والدكتوراه في الفلسفة في علم اللغويات في 1993 من جامعة ستانفورد.

## حياته المهنية
منذ 2008، درّس مكوورتر علم اللغويات والدراسات الأمريكية وفصولاً في برنامج المنهج الصميم في جامعة كولومبيا، حيث يعمل حالياً كأستاذ مساعد في قسم الدراسات الإنجليزية والأدب المقارن، وأصبح بعد التخرج أستاذاً مساعداً في علم اللغويات في جامعة كاليفورنيا (بيركلي) من 1993 إلى 2003، ثم ترك هذا المنصب واتجه إلى معهد مانهاتن، وهو خلية تفكيرية سياسية محافظة. كان مكوورتر محرراً مساهماً في ذا نيو ريببلك من 2001 إلى 2014، ومن 2006 إلى 2008 كان له عمود صحفي في ذا نيويورك صن وكان يكتب عواميد صحفية بانتظام في ذا روت ونيويورك ديلي نيوز وذا ديلي بيست وسي إن إن وتايم آيدياز.
نشر مكوورتر عدداً من الكتب عن علم اللغويات وعن العلاقة بين الأعراق، أشهرها كتاب قوة بابل: تاريخ طبيعي للغة، ولساننا الرائع اللعين: تاريخ الإنجليزي غير المحكي، والقيام بشيئنا الخاص: تحلل اللغة والموسيقى ولماذا عليك أن تحب وتهتم، وخسارة العرق: التدمير الذاتي في أمريكا السمراء. يظهر مكوورتر بانتظام في الراديو والتلفاز ليتحدث عن هذه المواضيع، كما يظهر في مقابلات بانتظام في الإذاعة الوطنية العامة وهو مساهم منتظم في Bloggingheads.tv، بما في ذلك عشر سنوات من النقاشات مع غلين لوري. وقد ظهر جون مرتين في بين آند تير: هراء! مرة في حلقة لفظ ناب عن قدراته كأستاذ لغويات، ومرة في حلقة تعويضات العبودية عن آرائه السياسية ومعرفته عن العلاقة بين الأعراق، وتحدث في مؤتمر تيد (في عامي 2013 و2016)، كما ظهر في ذا كولبرت ريبورت وريال تايم مع بيل ماهر، وظهر بانتظام على إم إس إن بي سي في برنامج أب مع كريس كايز.

## علم اللغويات
تحدث معظم أعمال مكوورتر الأكاديمية عن اللغات المزيجة وعلاقتها باللغات الأخرى، وغالبا ما ركّز على لغة سورينام المزيجة المعروفة باسم السورينامية. توسعت أعماله إلى بحث عام عن تأثير امتلاك لغة ثانية على اللغة. يرى مكوورتر أن اللغات تميل طبيعيا إلى التعقيد وعدم الانتظام، وهو ميل يمكن عكسه فقط من خلال اكتساب البالغين للغة، وأن تكوين اللغات المزيجة هو مجرد مثال جامح لذلك. كمثال، يرى مكوورتر أن كلا من الإنجليزية والماندراين الصينية واللغة الفارسية واللهجات الحديثة من اللغة العربية واللغة السواحيلية واللغة الإندونيسية هي أمثلة على ذلك. وضح مكوورتر أفكاره في صورة أكاديمية في شرح اللغة وبساطة علم اللغويات والتعقيد، وللعامة في ما هي اللغة ولساننا الرائع اللعين. يقترح بعض علماء اللغويات الآخرين أن أفكاره عن البساطة والتعقيد هي أفكار انطباعية وتعتمد على المقارنات مع لغات أوروبا وأنه يشير إلى استثناءات العلاقات التي يفترضها.
مكوورتر هو ناقد شديد للنسبية اللغوية. في خدعة اللغة، تحدث عن معارضته لفكرة «قنوات التفكير اللغوي». مكوورتر هو مؤيد لنظرية أن اللغات المتعددة على جزيرة فلوريس مرت بتحولات بسبب الهجرات غير المنظمة من جزيرة سولاوسي المجاورة، كما انضم إلى الباحثين الذين يرون أن الإنجليزية تأثرت باللغات الكلتية التي تحدثها السكن الأصليين ثم تأثرت بالغزاة الجيرمانيين لبريطانيا. كتب مكوورتر أيضا عدة نصوص للإعلام يتحدث فيها عن أن التكوين المعاصر –مثل الاستخدام الحديث لكلمة "like" وكلمة "totally"- وأجزاء الحديث غير القياسية الأخرى يجب اعتبارها نسخ بديلة للإنجليزية بدلا من كونها أجزاء متفككة.
في يناير 2017 كان مكوورتر أحد المتحدثين في المحاضرات العامة الافتتاحية للمجتمع اللغوي الأمريكي عن سلاسل اللغات.

## الآراء الاجتماعية والسياسية
يرى مكوورتر نفسه «كديمقراطي ليبرالي عبوس». كدعم لهذا الوصف، صرح أنه «يختلف دائما مع كثير من مبادئ الحقوق المدنية»، كما صرح أنه «يؤيد باراك أوباما، ويدين الحرب على المخدرات، ويؤيد زواج المثليين، ولم يصوت أبدا لجورج دبليو بوش، وبكتب عن الإنجليزية السوداء كحديث متصل». يرى مكووتر أيضا أن معهد مانهاتن المحافظ الذي عمل فيه «كان دائما ملاذا للديمقراطيين». انتقد مكوورتر الأساتذة والناشطين اليساريين مثل باولو فريري وجوناثان كوزول. يعتقد مكوورتر أن التمميز الإيجابي يجب أن يعتمد على الطبقة وليس على العرق. يرى كاتبٌ أن مكوورتر مفكر من الوسط الراديكالي.
في أبريل 2015، ظهر مكوورتر في الإذاعة الوطنية العامة وادعى أن استخدام كلمة "thug" أصبح إشارة لكلمة «زنجي» أو «الناس السود الذين يدمرون الأشياء» عندما يستخدمها البيض في الإشارة إلى الأعمال الإجرامية، كما أضاف أن استخدام باراك أوباما وعمدة بالتيمور ستيفاني رولينجز بليك (والتي اعتذرت عن ذلك لاحقا) لا يمكن تفسيره بنفس الطريقة، مع الأخذ في الاعتبار أن استخدام مجتمع السود لكلمة "thug" قد يلمح إلى إعجاب السود بالتوجه الفردي والقدرة على البقاء. وضح مكوورتر آراءه في مقال في واشنطن بوست.

## قائمة الأعمال
- 1997: نحو نموذج جديد لتخليق اللغات المزيجة
- 1998: كلمة عن الشارع: دحض أسطورة الإنجليزية القياسية «النقية»
- 2000: نشر الكلمة: اللغة واللهجة في أمريكا
- 2000: اللغات المزيجة الإسبانية المفقودة: استعادة ميلاد اللغات الاتصالية
- 2001: قوة بابل: تاريخ طبيعي للغة
- 2003: أسود أصليا: مقالات عن الأغلبية السوداء الصامتة
- 2003: القيام بشيئنا الخاص: تحلل اللغة والموسيقى ولماذا نحب ونهتم
- 2005: تعريف اللغات المزيجة
- 2005: الفوز بالسباق: ما بعد الأزمة في أمريكا السوداء
- 2007: تفسير اللغة: علامات اكتساب غير الأصليين قواعد اللغة القياسية
- 2008: كل شيء عن الإيقاع: لماذا لا يمكن للهيب هوب إنقاذ أمريكا السوداء
- 2008: لساننا الرائع اللعين: قصة الإنجليزية غير المحكية
- 2011: بساطة علم اللغويات وتعقيده: لماذا تتعرى اللغات
- 2011: ما هي اللغة: (وماذا لا يعتبر لغة وماذا يمكن أن تكون)
- 2012: قواعد لغة سورينام المزيجة (شارك في كتابته جيف غود)
- 2014: خدعة اللغة: لماذا تبدو الكلمات نفسها في كل اللغات
- 2016: الكلمات تتحرك: لماذا لن تظل الإنجليزية ثابتة
- 2017: التحدث للخلف، والتحدث كما يتحدث السود: الحقيقة حول لغة أمريكا المشتركة
- 2018: قضية اللغات المزيجة

## روابط خارجية
- جون مكوورتر على موقع IMDb (الإنجليزية)
- جون مكوورتر على موقع ميوزك برينز (الإنجليزية)
- جون مكوورتر على موقع إن إن دي بي (الإنجليزية)
- جون مكوورتر على موقع قاعدة بيانات الفيلم (الإنجليزية)